# La Huayca
La Huayca (del aimara: wayk'a ‘lugar de ají’) (del quechua: wayk'u ‘quebrada lodozal’) es una localidad que se ubica a 27 km de Pica, 16 km de La Tirana, 34 km de Pozo Almonte y 87 kilómetros de Iquique, en la Región de Tarapacá, Comuna de Pozo Almonte, Chile.

## Geografía
Es un pequeño poblado organizado hacia 1850; construido en piedra, con una larga calle de casas alineadas y una plaza de añosos árboles. Es un paisaje agrícola en pleno desierto. Fue una zona de grandes bosques durante la Colonia.[cita requerida]
Hacia 1720 se instalaron plantas mineras de beneficio de plata -bitrón- que inician la tala de bosque para leña. Una gran población se instalaba a trabajar en campos de alfalfa, en canchones (curiosa e imaginativa solución a la dramática demanda de agua en el desierto), para alimento y engorda de miles de mulas de carga usadas en las faenas salitreras.
El Dicconario Geográfico de Tarapacá:
CANCHON LA GUAYCA. Se encuentra situado entre los canchones de Cumiñalla y los de Quisucala, al S. de los canchones y en el mismo meridiano de Cumiñalla. Este lugarejo, o más bien el pueblo, cuenta cerca de 200 habitantes, dedicados exclusivamente al cultivo de la alfalfa y chacarerías, en las que se hace notar el melón, por su exquisita dulzura y fragancia.